# سام ديرينغ
سام ديرينغ (بالإنجليزية: Sam Deering)‏ هو لاعب كرة قدم بريطاني في مركز الوسط، ولد في 26 فبراير 1991 في ستيبني في المملكة المتحدة. شارك مع منتخب إنجلترا لكرة القدم C ‏. أما مع النوادي، فقد لعب مع أكسفورد يونايتد وإبسفليت يونايتد ونادي بارنت ونادي تشيلتنهام تاون لكرة القدم ونيوبورت كونتي.

## وصلات خارجية
- سام ديرينغ على موقع قاعدة بيانات كرة القدم.إي يو (الإنجليزية)
- سام ديرينغ على موقع Soccerbase.com (لاعب) (الإنجليزية)